# Montmaur-en-Diois
Montmaur-en-Diois är en kommun i departementet Drôme i regionen Auvergne-Rhône-Alpes i sydöstra Frankrike. Kommunen ligger i kantonen Die som tillhör arrondissementet Die. År 2022 hade Montmaur-en-Diois 95 invånare.

## Befolkningsutveckling
Antalet invånare i kommunen Montmaur-en-Diois
Referens:INSEE